# Lobera (caza)
Una lobera es una construcción utilizada antiguamente para la caza y muerte de lobos, consistente en una empalizada o paredes de piedra en forma de embudo de bastante tamaño (a partir de 50 m), que conduce a un profundo pozo.
Hasta hace algunas décadas, el lobo solo era contemplado como una alimaña que atacaba al ganado y que, por tanto, había que intentar extinguir por todos los medios posibles, desde la caza directa hasta todo tipo de cepos y trampas. La lobera es una trampa de mayor envergadura, normalmente construida por una aldea o comunidad y que requiere de varias personas para su utilización.
Se trata de llevar al lobo (atraerlo mediante cebo o conducirlo mediante acoso) a la entrada del embudo, donde una partida de personas lo acosan para que este huya hacia el pozo, de tal modo que caiga en él, donde finalmente recibirá muerte.

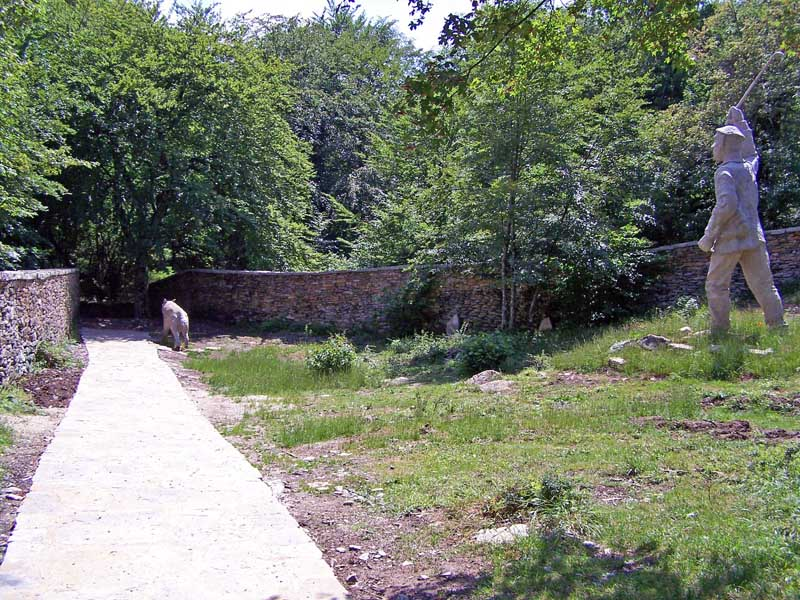
Lobera de Monte Santiago.

En el norte de España se conservan algunas loberas, normalmente reconstruidas por su interés etnográfico:
- Monte Santiago (Burgos)
- Lobera de Gibijo

En el municipio de Berberana se localizan cuatro loberas, la de Monte Santiago,restaurada en su tramo final, la Lobera, las Loberas viejas y las Fontanillas. 
- San Miguel (Burgos)
- Gurdieta (Burgos)
- Villabasil (Burgos)
- La Barrerilla (Burgos)
- Castrobarto (Burgos)
- El Tollo (Burgos)
- Alto el Caballo (Burgos)
- Espinosa de los Monteros (Burgos)
- Caín (León)
- Monte Gorbea, País Vasco.
- Barrón (Alava)
- Guibijo (Alava)
- Fresneda (Cantabria)

También se llama lobera el sitio donde se refugian los lobos y tiene la loba su camada.
- Datos: Q5978143
- Multimedia: Wolf traps / Q5978143